# Cheșa, Bihor
Cheșa este un sat în comuna Cociuba Mare din județul Bihor, Crișana, România.

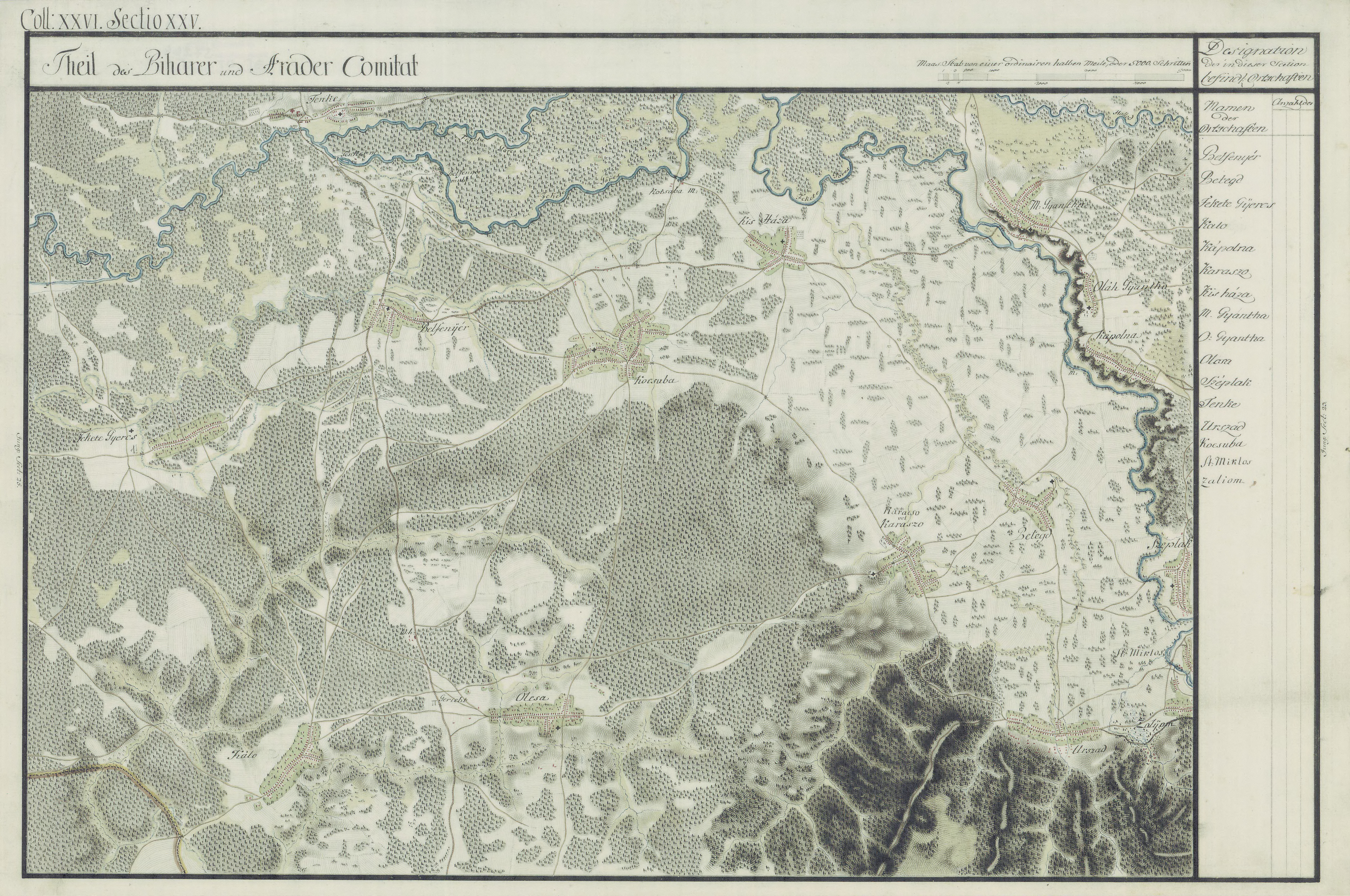
Cheșa în Harta Iozefină a Comitatului Bihor, 1782-85

 Acest articol despre o localitate din județul Bihor este deocamdată un ciot. Puteți ajuta Wikipedia prin completarea lui.